# (34961) 2252 T-2
2252 T-2 (asteroide 34961) é um asteroide da cintura principal. Possui uma excentricidade de 0.16545490 e uma inclinação de 8.97302º.
Este asteroide foi descoberto no dia 29 de setembro de 1973 por Cornelis Johannes van Houten e Ingrid van Houten-Groeneveld e Tom Gehrels em Palomar.